# Leah Haywood
Leah Haywood, pseudonimo di Leah Jacqueline Cooney (Nuova Zelanda, 16 agosto 1976), è una cantautrice australiana.

## Biografia
Nata in Nuova Zelanda e cresciuta a Perth, Leah Haywood ha avviato la sua carriera musicale nel 1999 quando, trasferitasi a Sydney, ha firmato un contratto con l'etichetta discografica Epic Records. Il suo singolo di debutto, We Think It's Love, è uscito l'anno successivo e ha raggiunto la 7ª posizione nella classifica australiana; ha ottenuto un disco d'oro dall'Australian Recording Industry Association con oltre 35 000 copie vendute a livello nazionale. Il singolo ha anticipato l'album Leah, che ha raggiunto la 40ª posizione in classifica e ha prodotto altri quattro singoli, di cui tre entrati nella top 100 australiana. Il successo del disco le ha fruttato una nomination agli ARIA Music Awards del 2001 come Migliore artista femminile.
Nel 2002 si è trasferita a Los Angeles con suo marito, il produttore musicale Daniel James, e insieme hanno fondato la compagnia di cantautorato e produzione Dreamlab. Leah Haywood ha così ottenuto successo globale come autrice e produttrice: ha infatti scritto e prodotto, fra gli altri, per Mandy Moore, Aly & AJ, Ryan Cabrera, Vanessa Hudgens, Ashley Tisdale, Selena Gomez e Demi Lovato. Il suo maggiore successo come autrice è Never Really Over, successo globale di Katy Perry del 2019.

## Discografia

### Album in studio
- 2001 – Leah

### EP
- 1997 – Leah

### Singoli
- 2000 – We Think It's Love
- 2000 – Crazy
- 2001 – Takin' Back What's Mine
- 2001 – Summer of Love
- 2001 – Just to Make You